# Goudteugelbuulbuul
De goudteugelbuulbuul (Pycnonotus bimaculatus) is een zangvogel uit de familie van de buulbuuls. Het is een voor uitsterven gevoelige, endemische vogelsoort in Indonesië.

## Herkenning
De vogel is gemiddeld 20 cm lang. De kop en borst zijn donker grijsbruin. De vogel heeft een oranje vlekje boven de snavel en een oranjegele vlek onder het oog. Verder is de vogel donker olijfkleurig bruin van boven en op de staart. De buik is roomwit en de onderstaartdekveren zijn heldergeel. Het oog is roodbruin, de snavel is zwart en de poten zijn donkergrijs tot zwart.

## Verspreiding en leefgebied
Deze soort is endemisch op Sumatra en Java en telt twee ondersoorten:
- P. b. bimaculatus: zuidwestelijk Sumatra, westelijk en centraal Java.
- P. b. tenggerensis: oostelijk Java en Bali.

Het leefgebied bestaat uit randen van natuurlijk bos, secundair bos of struikvormige bergbossen in de buurt van bergtoppen tussen de 800 en 3000 m boven zeeniveau.
De vroeger als ondersoort P. b. snouckaerti gerekende atjehbuulbuul komt alleen voor in Atjeh (Sumatra).

## Status
De grootte van de wereldpopulatie is niet gekwantificeerd. Plaatselijk is de vogel algemeen. Op andere plaatsen vormt uitgebreide vangst voor de kooivogelhandel een bedreiging. Om deze redenen staat de goudteugelbuulbuul als gevoelig op de Rode Lijst van de IUCN.